# 布丽吉特·阿伦霍尔茨
布丽吉特·阿伦霍尔茨（德語：Brigitte Ahrenholz，1952年8月8日—），德国女子赛艇运动员。她曾代表东德参加1976年夏季奥林匹克运动会赛艇比赛，获得女子八人单桨有舵手金牌。